# Szent Pambosz
Szent Pambosz vagy Pambo, Pambó (ógörögül: Όσιος Παμβώ), (kb. 303 – 373) szentként tisztelt ókeresztény egyiptomi remete, az úgynevezett sivatagi atyák egyike.
Szent Ámon egyik első társa volt, ugyanakkor kapcsolatban állt Remete Szent Antallal és Egyiptomi Szent Makariosszal is. 340 előtt szentelték pappá. Egy ízben Alexandria városába is ellátogatott, hogy Alexandriai Szent Atanáz kérésére prédikáljon az ariánusok ellen.
Az egyház szentként tiszteli, és július 18-án üli ünnepét.

## Lásd még
- Ortodox szentek listája
- Sivatagi atyák
- Ókeresztény egyház